# 小山田信茂
小山田 信茂（おやまだ のぶしげ）は、戦国時代の武将。
甲斐武田氏の家臣で譜代家老衆。甲斐東部郡内領の国衆。武田二十四将の一人に数えられる。

## 生涯

### 出生から家督相続

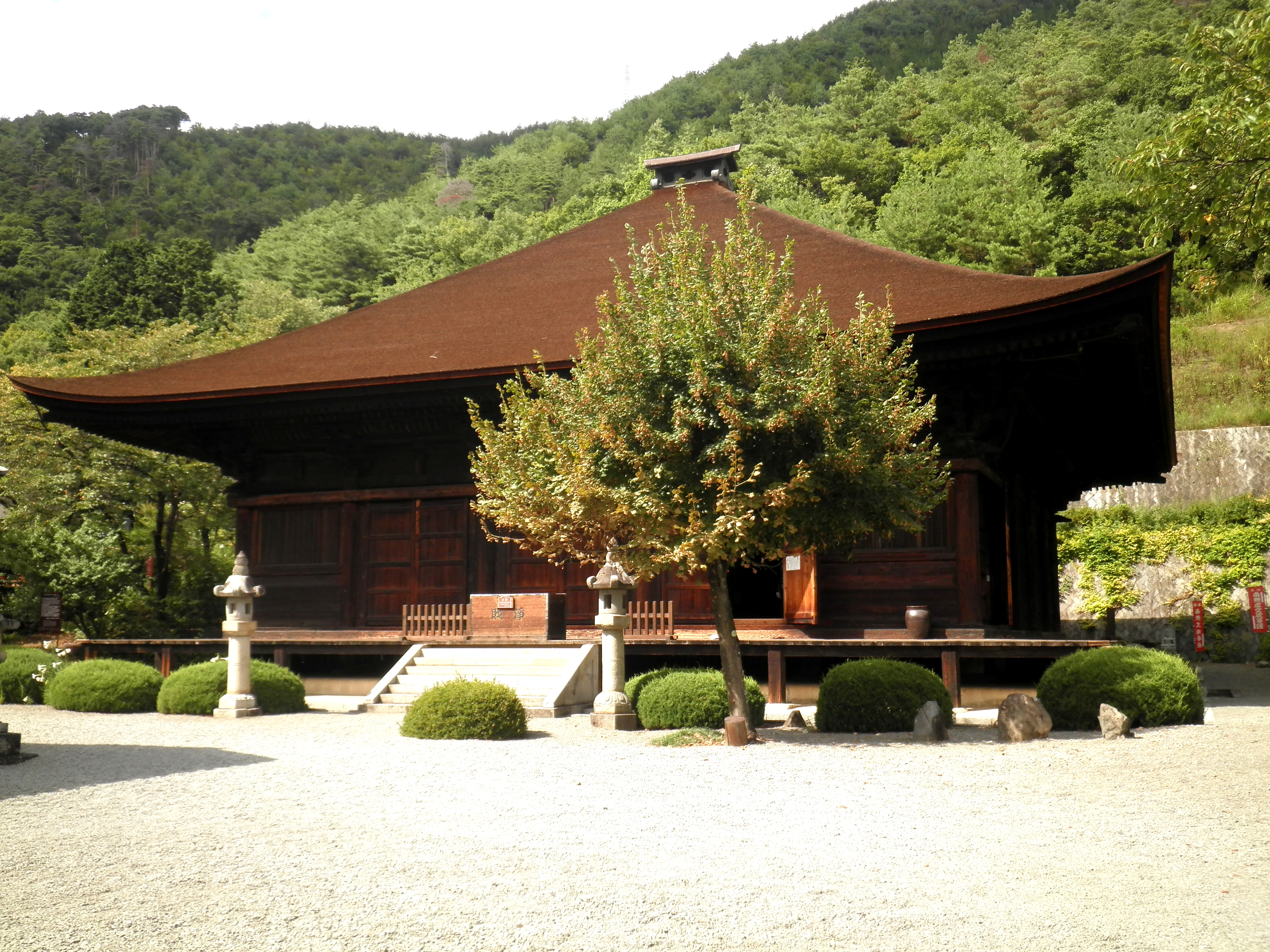
大善寺本堂

郡内地方の国衆・小山田氏当主・小山田出羽守信有の次男として生まれる。小山田氏は坂東八平氏の一流・秩父氏の血を引くとされるが、異説もある。祖母が武田信縄の娘かつ信虎の妹で、信玄の従甥に当たる。
しかし、小山田信茂の出自は不明瞭な点がある。
天文24年9月5日付「柏尾山造営記写」に拠れば、天文19年（1550年）3月中旬に父・出羽守信有は、柏尾山大善寺（甲州市勝沼町）へ参詣した際に鶴千代丸・藤乙丸の二子を連れ、両人とも「12歳」としている。「鶴千代丸」は「惣領（長男）」と記されているため弥三郎信有に、「藤乙丸」は信茂に、比定される。両人とも天文8年（1539年）の出生と考えられるが、弥三郎信有は永禄5年（1562年）5月の願文で自身の年齢を「廿三」と記しているため生年は天文9年で、信茂は弥三郎信有の庶兄とも考えられている。
『甲斐国志』でも天正10年（1582年）に「小山田信茂は43歳死去」としており、天文9年出生となる。なお、このほかに『甲陽軍鑑末書』では永禄12年（1569年）時点で27歳とし、天文12年出生とする説もある。
天文21年（1552年）正月には父の出羽守信有が病死し、後は兄の弥三郎信有が家督を継ぐ。従来、弥三郎信有と信茂は同一人物とされていた。
しかし、『町田市史』において両人が別人である可能性が指摘され、高野山引導院供養帳により弥三郎信有は永禄8年に死去しており、信茂とは別人であることが判明した。
永禄2年（1559年）の『北条氏所領役帳』には相模国後北条氏の「他国衆」として兄の弥三郎信有と並び「弥五郎」の名が記され、信茂に比定される可能性が考えられている。
また、『甲陽軍鑑』「甲州武田法性院信玄公御惣人数事」には御譜代家老衆に属す「御小姓衆」として「小山田弥五郎」の名を記し、250騎を率いたとしている。
永禄8年（1565年）に、弥三郎信有が病死したために、信茂は家督を継いだ。

### 信玄期の活動
『甲陽軍鑑』に拠れば武田氏と長尾景虎（上杉謙信）は天文16年（1547年）10月19日に信濃海野平においてはじめて合戦を行ったとし、このとき「小山田左兵衛」が御先（先陣）を務めたとしている。実際には第一次川中島の戦いは天文22年（1553年）9月に北信濃で発生した出来事で、「左兵衛」は信茂の官途名であるが、『甲陽軍鑑』では弥三郎信有を指していることが指摘される。
永禄9年（1566年）正月16日には鶴瀬（甲州市大和町）の佐藤与五左衛門に過所を発給しており、これが初見文書とされる。
永禄9年（1566年）3月、信茂は信玄に従い上野国（群馬県）に出陣しており、帰路に信濃海津（長野県長野市）付近から、郡内の冨士御室浅間神社別当小佐野能秀に対して書状を送っている。
翌永禄10年には代替わりの安堵状を多く発給している。また、同年8月7日には武田家における義信事件（嫡男義信の廃嫡事件）に際した起請文（下之郷起請文）が提出され、この時、信茂も起請文を記している。
永禄11年12月には武田氏と今川氏の同盟が断絶し、武田氏による今川領侵攻（駿河侵攻）が開始される。『甲陽軍鑑』に拠れば信茂はこの駿河侵攻で武田軍の先陣を務め、駿河江尻（静岡県静岡市清水区）から上原（同市同区）に侵攻したという。
翌永禄12年（1569年）、今川領への侵攻は相模後北条氏との甲相同盟の断絶も招き、北条氏との抗争も発生する。『甲陽軍鑑』に拠れば信茂は駿河で合戦を続けていたとしているが、詳細な動向は不明。
同年9月10月、信玄は後北条氏の本拠である相模小田原城（神奈川県小田原市）を包囲し、撤兵中の10月6日には相模三増峠（神奈川県愛川町・相模原市緑区津久井）において北条方との三増峠の戦いが発生する。
『甲陽軍鑑』に拠れば信玄は信茂に対して郡内から武蔵国八王子城（東京都八王子市）を攻め、さらに小田原城の支城である滝山城（八王子市）での合流を指示したという。
一方、同年9月には信茂が冨士御室浅間神社に奉納した起請文が残されている。この起請文によれば信茂は御嶽城・鉢形城を攻撃し、滝山城下に放火し郡内に帰国したとされ、三増峠の戦いには参加していない可能性も指摘される。
今川・北条との争いはその後も続き、元亀元年（1570年）にも駿河・伊豆への出兵が行われているが、この時、信茂の動向は不明である。
同年8月には伊豆韮山城・興国寺城攻めが行われており、信茂は山県昌景、諏訪勝頼とともに韮山城攻めに加わっている。
元亀2年（1571年）、武田氏の駿河支配は確立するが、その後も北条氏との抗争は続き、『甲陽軍鑑』では北条との争いにおける信茂の動向を記している。同年12月には「第二次甲相同盟」が成立し、北条との争いは収束する。
元亀3年（1572年）10月に信玄は尾張の織田信長と断交し、「西上作戦」と呼ばれる軍事行動を開始する。西上作戦では信長の同盟国である三河国の徳川家康の領国である三河・遠江への侵攻を行い、同年12月には徳川方との三方ヶ原の戦いが発生する。
『甲陽軍鑑』に拠れば、西上作戦に際して信茂は武田軍の先陣を務めたとし、三方ヶ原の戦いにおける信茂の動向も記している。
なお、三方ヶ原の戦いにおいて信茂は投石隊を率いたとする逸話が知られる。三方ヶ原において武田氏が投石隊を率いたとする逸話は『信長公記』や『三河物語』において記されているが、信茂が率いたとする史料は見られず、近世・近代期の戦史資料において誤読され、信茂が投石隊を率いたとする俗説が成立したと考えられている。
元亀4年4月12日、信玄は信濃伊那郡駒場で死去し、家督は四男の勝頼が継ぐ。

### 勝頼期の活動
元亀4年（1573年）7月1日の文書において、信茂は花押に家印「月定」朱印を重捺する形式から花押のみの形式に転換している。「月定」は出羽守信有が創始した小山田氏の家印で花押とともに重捺する形式は歴代小山田氏の発給文書の基本様式となっていたが、信茂期の変化は武田家の代替わりに伴う転換であることが指摘されている。
信玄の死後、織田信長・徳川家康は攻勢を強め、元亀4年7月に家康は三河国長篠城（愛知県新城市）攻めを開始し、武田勝頼はこれに対して後詰を派遣する。
『甲陽軍鑑』に拠れば、信茂はこの時に武田信豊、馬場信春とともに長篠城に派遣されたという。同年8月には三河国作手の国衆・奥平氏が離反し、同年9月に長篠城は落城する。『甲陽軍鑑』に拠れば信豊ら後詰の兵も帰国したとされ、信茂も帰国したと見られている。
天正3年（1575年）4月に勝頼は反攻を開始し、三河足助城（愛知県豊田市）攻めを行う。信茂もこの時に参陣している。
天正3年（1575年）5月、勝頼は長篠城を包囲すると、これに対して織田信長が出兵し、同年5月21日には武田軍と織田・徳川連合軍の間で「長篠の戦い」が発生する。この時、『甲陽軍鑑』に拠れば、信茂は馬場信春、内藤昌秀、山県昌景、原昌胤らとともに軍の撤退を主張し、軍の出撃を唱える勝頼を諌めたという。また、『甲陽軍鑑』に拠れば信茂は長篠の戦いで徳川勢と競り合ったとしている。結局、長篠の戦いでは武田軍は大敗し。多くの重臣たちが戦死したが、信茂は勝頼の身辺を警護し、退却したという。同年6月には信茂の義兄である御宿友綱宛ての漢文体の書状が残されているが、内容は検討の余地が指摘される。
天正4年（1576年）4月16日には信玄の葬儀が実施され、信茂は御剣を持ったという。
翌天正5年（1577年）4月3日発給の文書では、他の類例がなく写でのみ知られるが、二重郭の長方形朱印である実名朱印「信茂」を使用している点が注目されている。
天正6年（1578年）3月、越後で上杉謙信の没後に上杉景勝・上杉景虎の間で家督を巡る御館の乱が発生する。勝頼は甲相同盟に基き、北条家から上杉家に養子に入った景虎の支援を要請されて越後へ軍を出兵する。これに対し、景勝は勝頼と和睦交渉を試み、勝頼はこれに応じる。そして勝頼は景勝と景虎との間の和睦を仲介する。この時、信茂は景勝との交渉において、勝頼側近の跡部勝資・長坂光堅とともに取次を担当している。小山田氏は後北条氏との取次を担当していた点からも景勝・景虎の2者間の調停・交渉にも携わっていたと見られている。
こうして、勝頼の仲裁のおかげで景勝と景虎との間の和睦は一時的に成立した。
しかし、天正6年（1578年）8月22日に徳川家康が駿河田中城（静岡県藤枝市）に攻めてくると、勝頼は越後から軍を撤兵した。すると、景勝と景虎との間の和睦は崩れ、再び対立状態となった。
天正7年（1579年）3月、景虎が景勝に攻められて滅亡し、これによって、「甲相同盟」は消滅した。勝頼はこれに対して景勝との新たな同盟を強化し、甲越同盟が成立する。この時、信茂は引き続き上杉方との取次・交渉を担当している。

### 信茂の勝頼離反から滅亡

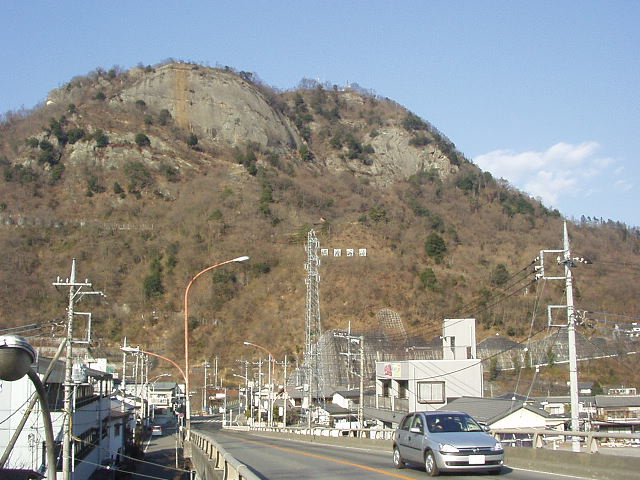
岩殿城

天正9年12月、織田信長・徳川家康は武田領攻めを開始した（甲州征伐。総大将織田信忠、副将滝川一益）。
この織田軍の動きに反応して、信濃木曽郡の国衆・木曾義昌が武田家から離反した。また、これに伴い相模の後北条氏も武田領への侵攻を開始した。この義昌の離反・裏切りは武田勝頼にとって予想外の事態であり、これを契機に武田家の信濃領国は動揺した。
翌天正10年（1582年）2月2日、勝頼は信濃諏訪上原（長野県茅野市）に出兵した。『甲乱記』に拠れば、この時、信茂もこれに従ったという。
天正10年（1582年）2月29日、織田信忠は伊那郡高遠城の仁科盛信（信盛）を攻め、信忠は矢文で盛信に降伏を促し、信茂らが勝頼から離反したと伝えているが、この段階で信茂が勝頼から離反していることは虚報であると指摘されている。
勝頼は天正9年に新府城（山梨県韮崎市）を新たに築城し、国の本拠地を甲府の躑躅ヶ崎館から新府城に移転した。『信長公記』によれば、同年3月3日に勝頼はまだ築城途中だったこの新府城を放棄し、火を放って廃城にして、小山田氏の郡内へ逃れたという。
『甲陽軍鑑』によれば、勝頼嫡男の信勝は新府城における籠城戦を主張したが、これに対して信濃の国衆・真田昌幸が上野岩櫃城（群馬県東吾妻町）への退避を提案した。しかし勝頼側近の長坂光堅が小山田信茂を頼り、郡内の岩殿城（大月市賑岡町）へ逃れることを主張したという。一方、『甲乱記』では信勝や昌幸の提案を記さず、勝頼が信茂に対し郡内への退避を諮問したとしている。
なお、岩殿城は小山田氏の詰城とされているが、小山田氏の本拠である谷村城（都留市谷村城）からは距離があることから、岩殿城を小山田氏の城とするか武田氏の城とするかで議論がある。なお、天正9年3月20日に岩殿城へ勝頼が在番衆を派遣している事実も注目されている。
勝頼一行が新府城から郡内領へ退避する最中、突然、信茂は勝頼から離反し、勝頼らに対し鉄砲を向けた。
その後、勝頼は田野（甲州市大和町）において残された武田軍の兵を引き連れて、織田方の滝川一益の軍勢と戦い、最後は自刃した。こうして、武田宗家は滅亡した（天目山の戦い）。
この信茂の離反に関して、記録が残されている。
武田側の史料では、まず『甲陽軍鑑』に拠れば、武田勝頼一行は郡内領への入り口である鶴瀬（甲州市大和町）において7日間逗留し、小山田信茂の迎えを待っていた。しかし、3月9日夜に信茂は郡内領への道を封鎖した。そして、勝頼一行に対して木戸から郡内への退避を呼びかけると見せかけた。それと、同時並行して信茂の従兄弟・小山田八左衛門と勝頼の従兄弟・武田信堯（のぶたか）が信茂の人質を郡内へ密かに退避させ、その後、信茂は豹変して、勝頼一行に虎口から鉄砲を放ったという。
信堯は正室が御宿友綱の妹で、信茂とは相婿の関係にある。なお、『武田三代軍記』『理慶尼記』でも同様の話を記し、『理慶尼記』では信茂の離反を7日の出来事とし、信茂が郡内への入り口を封鎖した地を笹子峠（大月市・甲州市）としている。
一方、『甲乱記』では、信茂の離反の日付を記さず、武田勝頼は柏尾（甲州市勝沼町）において小山田信茂を待ち、駒飼（甲州市大和町）に移動したところで信茂の離反を知ったとしている。

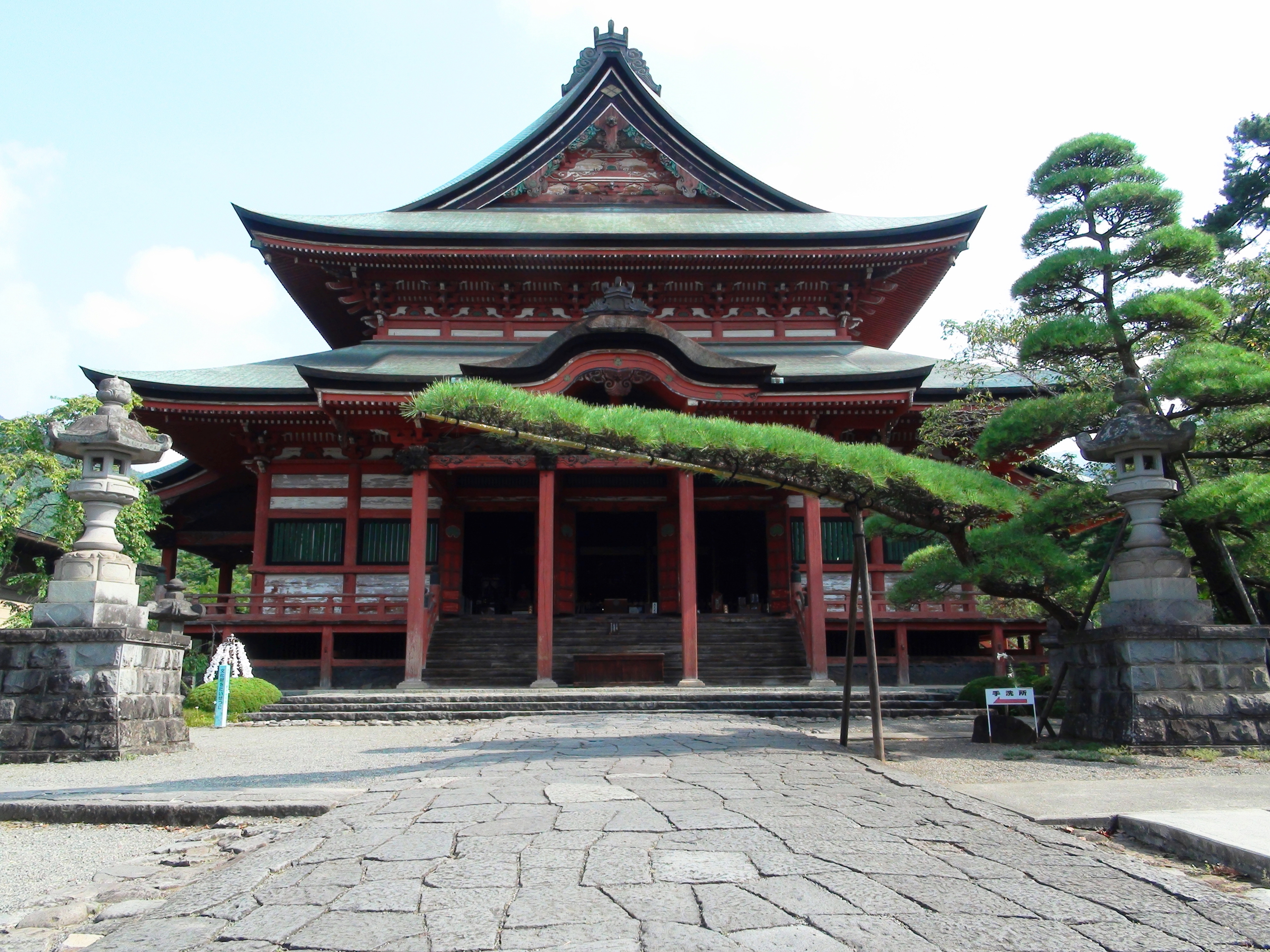
甲斐善光寺

一方、織田・徳川方の史料として、『信長公記』では武田勝頼は小山田の館まで辿り着いたが、信茂は勝頼の使者をはねつけたと簡潔に記している。
『三河物語』では小山田八左衛門が登場し、武田勝頼が郡内領へ逃れる途中に八左衛門を信茂のもとに派遣したが帰還せず、これで信茂の離反を知ったという。
武田家滅亡後、織田氏・徳川氏は、旧武田家の本国の甲斐を平定した。旧武田家家臣の信茂は嫡男を人質として差し出すために、織田軍の本陣のある甲斐善光寺に行き、織田信長に謁見しようとした。
しかし、そこに出てきたのは織田信忠であった。
信忠は、信茂が長年武田家の家臣として主君の武田氏に仕えてきたのに、その武田家を裏切ったことを非難し、その場で信茂の処刑を命じた。
『信長公記』では、この信茂の処刑に関して、3月7日条に成敗した「小山田出羽守（小山田信茂）」の名を記し、『甲陽軍鑑』では武田信堯や小山田八左衛門らの名も記している。
『甲乱記』『甲斐国志』では、3月24日、小山田信茂は甲斐善光寺で、8歳の嫡男、老母、妻、3歳の女子（娘）とともに一緒に処刑された、と記されている。享年44。
長生寺『月日過去帳』・森嶋本『甲斐国志草稿』に記される伝存しない同寺所蔵の位牌によれば、信茂の戒名は「青雲院殿武山長文居士」。信茂の命日は『甲乱記』、長生寺『月日過去帳』に「24日」と記され、『甲乱記』では3月11日の武田勝頼の自害から13日後としている。
伝承だが、信茂はこのときには処刑されず、その後に現在の東京都立五日市高等学校（東京都あきる野市）の辺りに館を構えていたとする説があり、同校敷地内の西側に鎧塚と呼ばれる墓碑が現存している。

## 妻妾・子女
- 千鳥姫という信茂側室の伝説もある。千鳥姫は、織田家の大軍に包囲された岩殿山城から信茂の次男賢一郎と赤子の万生丸を連れ、護衛の小幡太郎らと共に落ち延びたが、万生丸が泣き出したため、小幡太郎は千鳥姫から万生丸を取り上げ、岩殿山城の断崖から投げ捨てたというものである。その場所は稚児落としと呼ばれて伝わっている。
- 『甲乱記』では信茂とともに処刑された元服前の「八歳ニナル男子」の存在を記し、高野山持明院『十輪院過去帳』ではこれに該当すると見られる「幻朝童子」の存在を記している[19]。
- 信茂には孫娘（養女）の天光院殿がいる。「天光院殿」は追号で、名を「香具姫（香貴姫）」とする説もあるが、確実な史料からは確認されない[20]。天光院殿は信茂娘と教来石左近大夫の間に生まれ、後に信茂の養女となる。天正10年の武田氏滅亡後、信玄の娘の松姫に連れられ勝頼の娘、仁科盛信の娘らとともに、武蔵国横山村（現・東京都八王子市）に落ち延び、松姫により育てられている。のちに磐城平藩主内藤忠興の側室となり、嫡男内藤義概（よしむね）らをもうけている。

## 人物
- 鉄道唱歌（作詞：福山寿久）には「川を隔てて聳ゆるは 岩殿山の古城蹟 主君に叛きし奸党の 骨また朽ちて風寒し」と詠われており[21]、小山田信茂は「奸党」とまで蔑まれている。

## 関連作品
映画
- 影武者（東宝映画、1980年、演：山本亘）

小説
- 山元泰生『小山田信茂』（学陽書房人物文庫、2012年1月）ISBN 978-4-313-75274-0

テレビドラマ
- 真田丸（NHK大河ドラマ、2016年、演：温水洋一）

漫画
- 信長のシェフ（2011年、芳文社『週刊漫画TIMES』連載、原作：西村ミツル、作画：梶川卓郎）